# Resolutie 1843 Veiligheidsraad Verenigde Naties
Resolutie 1843 van de Veiligheidsraad van de Verenigde Naties werd unaniem door de VN-Veiligheidsraad aangenomen op 20 november 2008 en versterkte de VN-vredesmacht in de Democratische Republiek Congo met zo'n 3000 manschappen.

## Achtergrond
In 1994 braken in de Democratische Republiek Congo etnische onlusten uit die onder meer werden veroorzaakt door de vluchtelingenstroom uit de buurlanden Rwanda en Burundi. In 1997 beëindigden rebellen de lange dictatuur van Mobutu en werd Kabila de nieuwe president. In 1998 escaleerde de burgeroorlog toen andere rebellen Kabila probeerden te verjagen. Zij zagen zich gesteund door Rwanda en Oeganda. Toen hij in 2001 omkwam bij een mislukte staatsgreep werd hij opgevolgd door zijn zoon. Onder buitenlandse druk werd afgesproken verkiezingen te houden die plaatsvonden in 2006 en gewonnen
werden door Kabila. Intussen zijn nog steeds rebellen actief in het oosten van Congo en blijft de situatie er gespannen.

## Inhoud

### Waarnemingen
De secretaris-generaal vroeg bijkomende capaciteit voor de MONUC-vredesmacht in de Democratische Republiek Congo om er de vrede in Noord- en Zuid-Kivu te herstellen.
De Veiligheidsraad veroordeelde de opflakkering van het geweld in het oosten van Congo en eiste dat alle partijen een staakt-het-vuren opvolgden. Men was bezorgd om de verslechterende humanitaire situatie, gerichte aanvallen op de bevolking, seksueel geweld, de aanwerving van kindsoldaten en executies.

### Handelingen
Op aanbevelen van de secretaris-generaal autoriseerde de Veiligheidsraad een tijdelijke versterking van MONUC's militaire sterkte met 2785 manschappen en de politie-eenheid met 300 manschappen. Die mochten tot 31 december blijven maar zouden verlengd worden op basis van de toestand in de Kivu's.

## Verwante resoluties
- Resolutie 1807 Veiligheidsraad Verenigde Naties
- Resolutie 1809 Veiligheidsraad Verenigde Naties
- Resolutie 1856 Veiligheidsraad Verenigde Naties
- Resolutie 1857 Veiligheidsraad Verenigde Naties

Lijst ·  1795 ·  1796 ·  1797 ·  1798 ·  1799 ·  1800 ·  1801 ·  1802 ·  1803 ·  1804 ·  1805 ·  1806 ·  1807 ·  1808 ·  1809 ·  1810 ·  1811 ·  1812 ·  1813 ·  1814 ·  1815 ·  1816 ·  1817 ·  1818 ·  1819 ·  1820 ·  1821 ·  1822 ·  1823 ·  1824 ·  1825 ·  1826 ·  1827 ·  1828 ·  1829 ·  1830 ·  1831 ·  1832 ·  1833 ·  1834 ·  1835 ·  1836 ·  1837 ·  1838 ·  1839 ·  1840 ·  1841 ·  1842 ·  1843 ·  1844 ·  1845 ·  1846 ·  1847 ·  1848 ·  1849 ·  1850 ·  1851 ·  1852 ·  1853 ·  1854 ·  1855 ·  1856 ·  1857 ·  1858 ·  1859